# Драконовы дома
Драконовы дома (греч. Δρακόσπιτα, Drakospita) или Драга (Δραγκά) — около 20 крупных, разрушенных зданий сухой кладки в южной части острова Эвбеи в Греции. Они были построены из массивных каменных блоков без цементного раствора, а крыши образованы из крупных каменных плит. Дом Дракона на горе Охи (Δρακόσπιτο της Όχης), к северу от Каристоса — самый известный и хорошо сохранившийся из них. Другими известными Драконовыми домами является группа Пали-Лака (Πάλλη - Λάκκα) в Стире и в Капсале (Κάψαλα). В местном фольклоре термин «драконы» означает не только чудовищных рептилий, но и существа, обладающие сверхчеловеческими способностями.
Не существует общепринятой точки зрения ни о том, кто соорудил здания, ни по поводу их датировки. Контекст близлежащих археологических находок (фрагменты сосудов и др.) позволяет судить, что Драконовы дома могли перестраиваться в эллинистический период, и были сооружены за несколько веков до того, предположительно в эпоху Греко-персидских войн (V век до н. э.). Здания не упоминаются в классических текстах — впервые о них написал в XVIII веке английский геолог, путешественник и писатель Джон Хокинс (John Hawkins).
Французский ученый-классик Жюль Жирар посетил Эвбею и описал Драконов дом на горе Охи, а также три других подобных здания (группа Пали-Лака) в Стире
Швейцарский археолог Карл Ребер (Karl Reber) свёл воедино данные обо всех известных Драконовых домах и опубликовал об этом доклад в 2010 году.

## Галерея

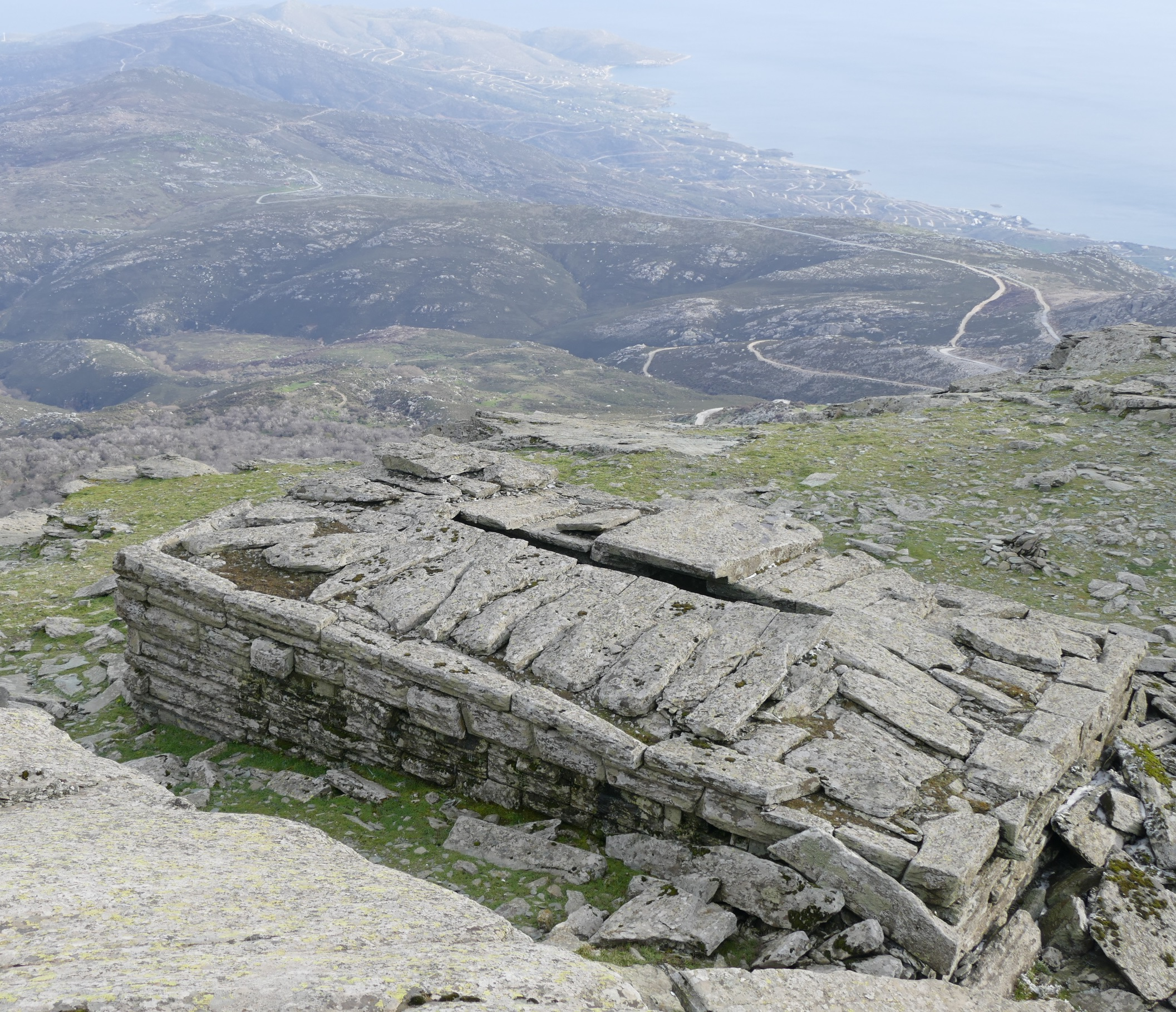
На Охи (север)
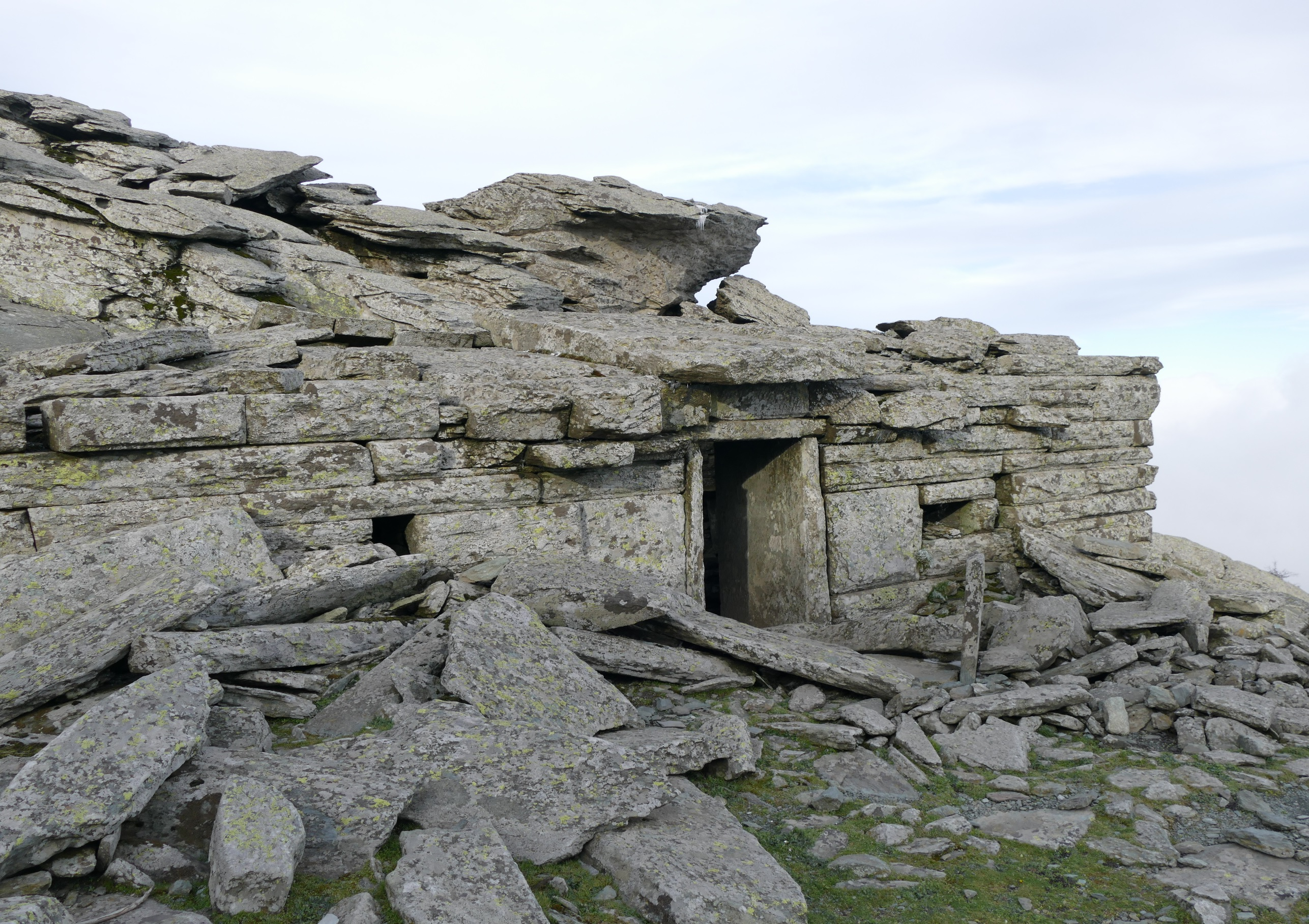
На Охи (юг)
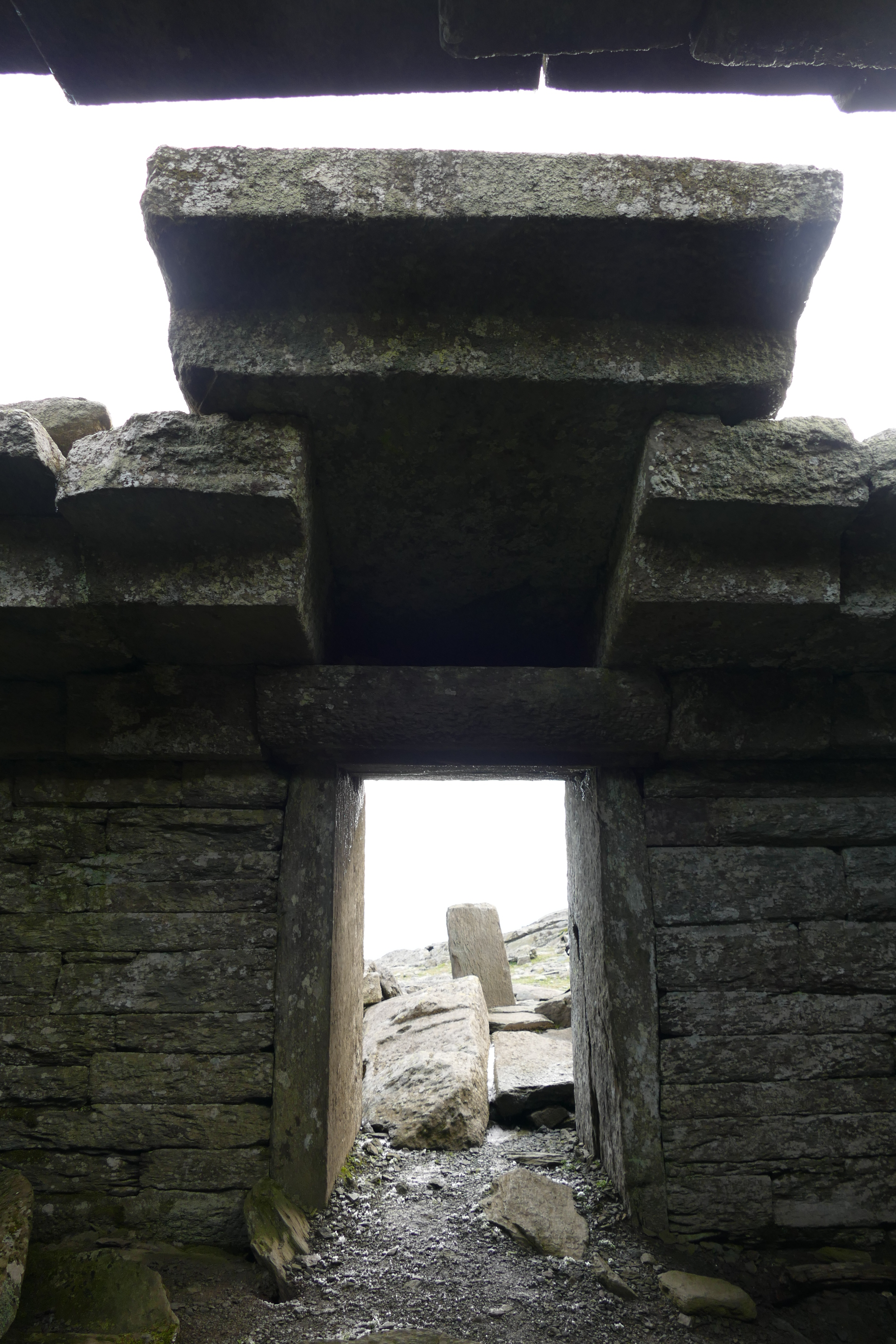
На Охи (вид изнутри)
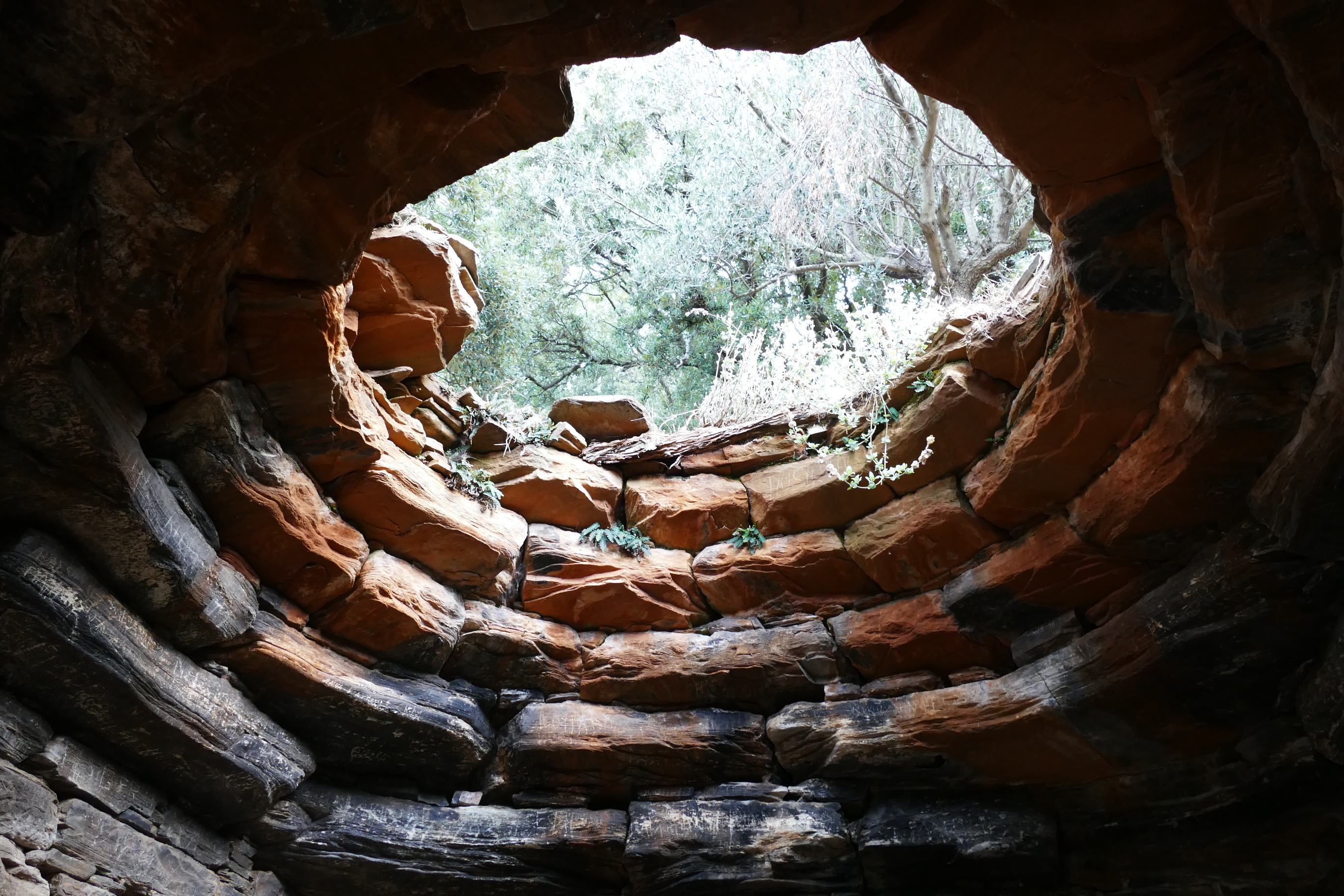
Палли-Лакка (восток)
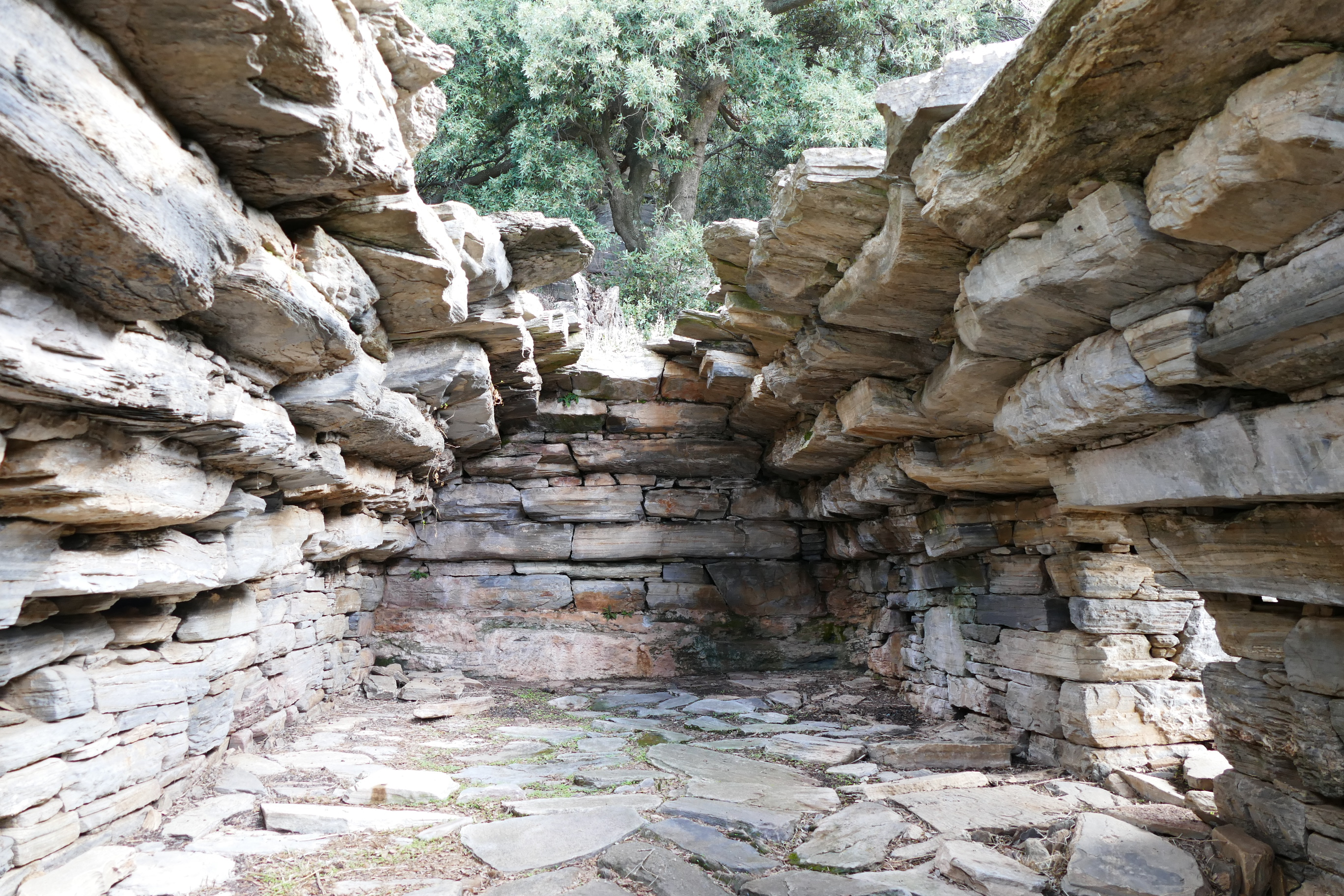
Палли-Лакка (север)
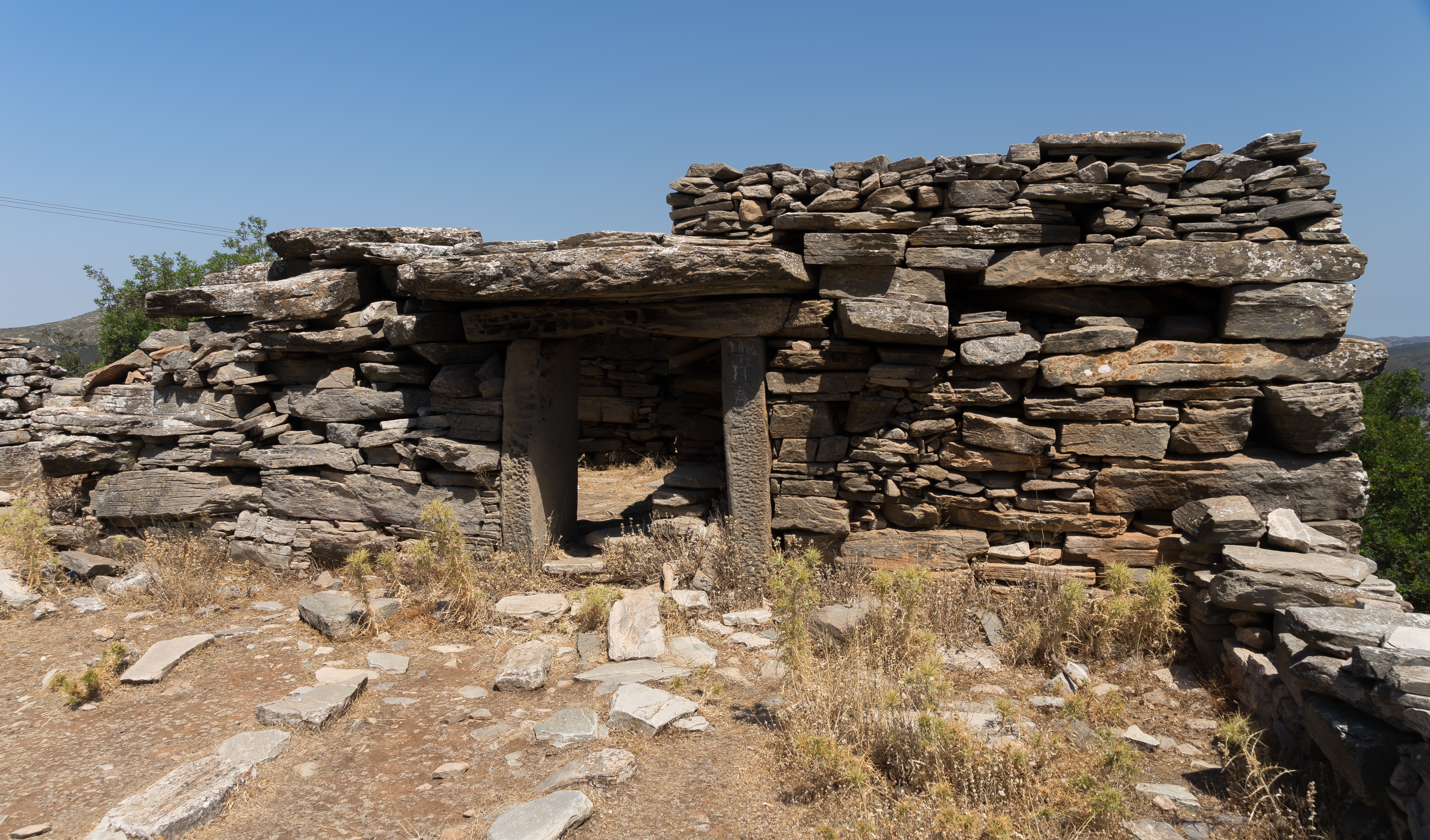
Капсала